# High Life
High Life es una película de terror y ciencia ficción de 2018 escrita y dirigida por la directora francesa Claire Denis y protagonizada por Juliette Binoche y Robert Pattinson. Es la primera película de Denis en inglés y fue coescrita por su colaborador Jean-Pol Fargeau. El físico francés y experto en agujeros negros Aurélien Barrau fue parte del proyecto como experto científico. El artista danés-islandés Olafur Eliasson diseñó la nave espacial para la película, siendo su primera experiencia cinematográfica.
La película se centra en un grupo de criminales que son engañados para que crean que serán liberados si participan en una misión para viajar en una nave espacial hacia un agujero negro para encontrar una fuente de energía alternativa mientras son experimentados sexualmente por los científicos a bordo.
High Life tuvo su estreno mundial en el Festival Internacional de Cine de Toronto de 2018 el 9 de septiembre de 2018.

## Sinopsis
Un grupo de convictos y condenados a muerte se dirige, en una nave espacial, lejos del sistema solar porque forman parte de un experimento científico con el que se pretende investigar los agujeros negros.

## Reparto
- Robert Pattinson como Monte.
  - Mikołaj Gruss como el joven Monte.
- Juliette Binoche como Dibs.
- André Benjamin como Tcherny.
- Mia Goth como Boyse.
- Agata Buzek como Nansen.
- Lars Eidinger como Chandra.
- Claire Tran como Mink.
- Ewan Mitchell como Ettore.
- Gloria Obianyo como Elektra.
- Victor Banerjee como profesor de la India.
- Jessie Ross como Willow.
  - Scarlette Lindsey como bebé Willow.
  - Joni Brauer y Johann Bartlitz como Willow recién nacido.

## Producción
Claire Denis tuvo la idea del proyecto en mente durante quince años. Hablando al respecto, dijo que "tenía un guion que era naturalmente en inglés, porque la historia tiene lugar en el espacio y, no sé por qué, pero para mí, la gente habla inglés, o ruso o chino, pero definitivamente no francés en el espacio".
Inicialmente, el novelista Nick Laird coescribió el guion de la película junto con Denis, Fargeau y Geoff Cox. Además, la esposa de Laird, Zadie Smith, contribuyó a los primeros borradores de la versión en inglés del guion. Pero debido a las diferencias creativas entre Denis y Smith, Laird y Smith abandonaron el proyecto como guionistas, pero Laird más tarde se desempeñó como consultor del guion.
Denis fue al Centro de Astronautas de la Agencia Espacial Europea en Colonia para aprender sobre la exploración de los vuelos espaciales humanos antes de que la película comenzara a rodarse.

### Casting
Denis pensó en Vincent Gallo para el papel principal durante las primeras etapas del proyecto. Ella escribió la película teniendo en cuenta a Philip Seymour Hoffman y se entristeció por su prematura muerte. Más tarde, el proyecto llamó la atención de Robert Pattinson y, según Denis, "Un día, Robert Pattinson se contactó con la persona que estaba haciendo el casting en inglés. Estaba intrigado pero pensé que era demasiado joven. Cada vez que iba a Londres para conocer a algunos actores, él estaba allí. Su deseo de trabajar conmigo nunca ha vacilado. Y ahora él es un poco menos joven y es perfecto". Además de hablar sobre su casting, agregó: "Es extraño, sin embargo, porque sería difícil imaginar a alguien más diferente a Philip Seymour Hoffman físicamente, pero Robert es muy enigmático, con una presencia poderosa. Emite un aura que inmediatamente te da ganas de filmarlo." Pattinson, hablando de la película, describió a su personaje como un astronauta y dijo: "... es un criminal que se ofrece voluntariamente para una misión hacia un agujero negro, pero se da cuenta de que un médico a bordo también quiere hacer experimentación sexual. con los humanos en el espacio".
A finales de 2015, Patricia Arquette y Mia Goth se unieron al elenco de la película. En septiembre de 2017, Arquette abandonó el proyecto, mientras que el resto del reparto, incluyendo a Juliette Binoche y al rapero André 3000, también fueron anunciados.

### Rodaje
La fotografía principal de la película comenzó en Colonia, Alemania, el 4 de septiembre de 2017. La parte polaca del rodaje tuvo lugar en Białystok. La filmación finalizó a fines de octubre de 2017.

## Estreno
Después de su estreno mundial en el Festival Internacional de Cine de Toronto, la película compitió en la competencia principal en el Festival Internacional de Cine de San Sebastián a finales de septiembre de 2018. La película tuvo su estreno en cines franceses el 7 de noviembre de 2018. A24 adquirió los derechos de distribución de la película en Estados Unidos y programó su estreno para el 5 de abril de 2019 y para el Reino Unido el 10 de mayo de 2019.